# Yūki Takabayashi
Yūki Takabayashi (japanisch 高林 佑樹 Takabayashi Yūki; * 22. Mai 1980 in der Präfektur Shizuoka) ist ein ehemaliger japanischer Fußballspieler.

## Karriere
Takabayashi erlernte das Fußballspielen in der Schulmannschaft der Shimizu Higashi High School und der Universitätsmannschaft der Universität Tsukuba. Seinen ersten Vertrag unterschrieb er 2003 bei Shimizu S-Pulse. Der Verein spielte in der höchsten Liga des Landes, der J1 League. 2005 wechselte er zum Zweitligisten Sagan Tosu. Für den Verein absolvierte er 16 Ligaspiele. 2006 wechselte er zum Ligakonkurrenten Montedio Yamagata. Für den Verein absolvierte er acht Ligaspiele.